# Eagle, Idaho
Eagle är en stad i Ada County i delstaten Idaho, USA med 19 254 invånare (2007).